# Marwan al-Shehhi
Marwan Yousef Mohamed Rashid Lekrab al-Shehhi - àrab: مروان يوسف محمد رشيد لكراب الشحي, Marwān Yūsuf Muḥammad Rashīd Likrāb al-Shiḥḥī; 9 de maig 1978 – 11 de setembre 2001) va ser un terrorista emiratià segrestador del vol 175 d'United Airlines. Va participar en els atemptats terroristes de l'11 de setembre del 2001, estavellant un Boeing 767-222 de la companyia United a l'edifici sud del World Trade Center. Al-Shehhi era un dels cinc terroristes a l'avió.
Va néixer a Ras al-Khaymah, als Emirats Àrabs Units. L'any 1996 va entrar a la Universitat de Bonn, a Alemanya. L'any 1998 va mudar-se a Hamburg, on va estudiar a la Universitat Tècnica d'Hamburg i va començar a radicalitzar-se, resant 5 cops al dia. De totes maneres portava roba occidental i semblava un "noi normal".
A Alemanya també va conéixer a futurs terroristes dels atemptats de l'11-S: Mohamed Atta, el pilot del vol 11 d'American Airlines, Ziad Jarrah, del vol 93 d'United Airlines, i Ramzi bin al-Shibh, que va servir de missatger entre Al-Qaeda i els terroristes.
Ell i els seus companys van crear la Cèl·lula d'Hamburg. L'any 1999 van voler marxar d'Alemanya a Txetxènia per emprendre una gihad, però a l'últim minut Khalid al-Masri, un membre d'Al-Qaeda, els va convèncer perquè anessin a Afganistan a reunir-se amb Osama bin Laden. Allà van ser seleccionats per a "l'operació avions" i van acceptar dur a terme l'atemptat suïcida.
Abans de marxar als Estats Units, al-Shehhi va renovar el seu passport i va aconseguir un visat als EUA. També es va reunir amb Khalid Seikh Mohammed, el cervell de l'operació, que li va donar consell sobre com viure als Estats Units.
Va agafar un vol de Brussel·les a Newark el 29 de maig de l'any 2000. Com va ser el primer a arribar als Estats Units va haver d'esperar a Mohamed Atta, que va arribar en un vol des de Praga. Atta i al-Shehi van allistar-se a Huffman Aviation, Venice. Van estar tot l'any practicant a simuladors mentre volaven per diferents aeroports dels Estats Units. Això ho feien per identificar els millors per a l'atac.
El 9 de setembre del 2001 al-Shehhi va agafar un vol de Fort Lauderdale a Boston. Va estar a un hotel fins al matí del dia 11, llavors va anar a l'aeroport de Boston. Allà es va reunir amb els seus companys terroristes i va abordar el vol 175 d'United Airlines amb destinació a Los Angeles entre les 7:23 i 7:28, va seure al seient 6C. Abans d'abordar va trucar a Mohamed Atta, que segrestaria el vol 11 d'American Airlines, per avisar que els atacs ja estaven llestos per començar.
El vol va enlairar-se a les 8:14, el segrest va començar entre les 8:42 i 8:46. Els terroristes van apunyalar als pilots, van tirar gas pebre, i van obligar els passatgers a retirar-se a la part posterior de l'aeronau.
L'avió es va estavellar entre els pisos 77 i 85 de la torre sud del World Trade Center a les 9:03, matant a centenars de persones. No va sobreviure ningú a bord.